# Sanniki (obwód mohylewski)
Sanniki (biał. Саннікі, tarasz. Саньнікі, ros. Санники) – wieś na Białorusi, w obwodzie mohylewskim, w rejonie kruhelskim, w sielsowiecie Fiłatowo.
Wieś szlachecka położona była w końcu XVIII wieku w powiecie orszańskim województwa witebskiego.
W czasach zaborów miejscowość leżała w wołości Pawłowicze, w powiecie mohylewskim guberni mohylewskiej Imperium Rosyjskiego.